# Hannah Spearritt
Hannah Spearritt, född 1 april 1981 i Great Yarmouth, är en brittisk skådespelerska och tidigare sångerska. Efter att ha varit medlem i musikgruppen S Club 7 övergick hon då gruppen splittrades till att arbeta som skådespelerska.

## Filmografi (ett urval)
- 2007 - Primeval
- Marple: At Bertram's Hotel (2007)
- Agent Cody Banks 2: Destination London (2004)
- Seed of Chucky (2004)